# Jan-Simon Symalla
Jan-Simon Symalla (* 23. Januar 2005 in Velbert) ist ein deutsch-polnischer Fußballspieler. Der Stürmer steht beim MSV Duisburg unter Vertrag.

## Sportlicher Werdegang
Symalla spielte in der Jugend zunächst bei der SSVg Velbert und dem SC Velbert, ehe er sich 2015 dem Nachwuchsbereich des Profiklubs Fortuna Düsseldorf anschloss. Hier durchlief er bis 2022 die einzelnen Jugendmannschaften und spielte unter anderem in der B-Junioren-Bundesligamannschaft des Klubs, bei der er in der Spielzeit 2021/22 mit zehn Einsätzen und einem Tor zum Erreichen der Endrunde um die Deutsche Meisterschaft als Vizemeister der Weststaffel hinter der Nachwuchsmannschaft des FC Schalke 04 beitrug. Die beiden Mannschaften trafen im Halbfinale aufeinander, nach der 0:3-Niederlage im Hinspiel, bei der er in der Startformation stand, kam er bei der 1:3-Rückspielniederlage gegen den späteren Titelträger als Einwechselspieler für Elione Fernandes Neto zum Einsatz. Anschließend wechselte er zur A-Junioren-Bundesligamannschaft von Rot-Weiß Oberhausen. Dort kam er in der Spielzeit 2022/23 zu elf Spieleinsätzen, mit der Mannschaft verpasste er jedoch den Klassenerhalt.
Im Sommer 2023 ging Symalla zum MSV Duisburg, für dessen U-19-Mannschaft er in der A-Junioren-Bundesliga spielte. Während diese sich in der Spielzeit 2023/24 im mittleren Tabellenbereich etablierte, machte der Spieler die Verantwortlichen des Erwachsenenbereichs auf sich aufmerksam. Nachdem er unter Boris Schommers zeitweise bei der in der 3. Liga antretenden Wettkampfmannschaft mittrainiert hatte, stand er Mitte März 2024 für den abstiegsbedrohten Klub beim Heimspiel gegen den 1. FC Saarbrücken erstmals im Spieltagskader. Die Mannschaft konnte den Abstieg nicht verhindern, am letzten Spieltag durfte er unter dem mittlerweile als Cheftrainer engagierten Uwe Schubert bei der 0:4-Niederlage gegen Dynamo Dresden als Einwechselspieler für Alexander Esswein erste Profiluft schnuppern. Nach Saisonende wurde er als dauerhaftes Kadermitglied der nach dem Abstieg in der Regionalliga West antretenden Profimannschaft bestätigt.

## Erfolge
- Meister der Regionalliga West 2025 und Aufstieg in die 3. Liga (mit dem MSV Duisburg)